# Jeg er med barn
Jeg er med barn er en svensk komediefilm fra 1979 instrueret af Lasse Hallström. Hallström fik ideen til filmen, da hans daværende hustru Malou ventede deres søn Johan. Hovedrollerne spilles af Magnus Härenstam og Anki Lidén.
Filmen fik premiere den 1. december 1979 i Sverige og udkom i Danmark året efter den 14. marts 1980.

## Handling
Bosse arbejder på et reklamebureau, mens han skriver på århundredets bedste roman. På en burgerrestaurant møder han Lena, og inden længe er hun gravid. Bosse begynder derefter at tro, at hans liv er slut, at han ikke får flere karrieremuligheder, og at han aldrig igen vil have tid til sene fester.

## Medvirkende (i udvalg)
- Magnus Härenstam som Bosse
- Anki Lidén som Lena
- Ulf Brunnberg som Björn
- Lis Nilheim som sekretær
- Lars Amble som Åke
- Barbro Hiort af Ornäs som Greta
- Stig Ossian Ericson som reklamefilmsinstruktør